# Надпочечники

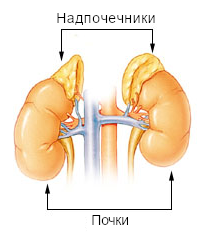
Почки и надпочечники человека

Надпо́чечники (лат. glandulae suprarenales) — парные эндокринные железы, расположенные над верхней частью почек позвоночных, в том числе человека.
У человека расположены в непосредственной близости к верхнему полюсу каждой почки. Играют важную роль в регуляции обмена веществ и в адаптации организма к неблагоприятным условиям (реакция на стрессовые условия).
Надпочечники состоят из двух структур — коркового вещества и мозгового вещества, которые регулируются нервной системой. Правый надпочечник имеет пирамидальную форму, а левый имеет полулунную или серповидную форму и немного больше. Надпочечники измеряют приблизительно 5 см в длину, 3 см в ширину, и до 1 см в толщину. Их совокупная масса у взрослого человека колеблется от 7 до 10 г. Желтоватого цвета.
Мозговое вещество служит основным источником катехоламиновых гормонов в организме — адреналина и норадреналина. Некоторые же из клеток коркового вещества принадлежат к системе «гипоталамус — гипофиз — кора надпочечников» и служат источником кортикостероидов.

## Корковое вещество надпочечника
Корковый слой надпочечника имеет нервную ткань, которая обеспечивает его основную функцию. В нём образуются гормоны, регулирующие процессы обмена веществ. Одни из них способствуют превращению белков в углеводы и повышают устойчивость организма к неблагоприятным воздействиям, другие — регулируют солевой обмен в организме.
Гормоны, производимые в корковом веществе, относятся к кортикостероидам. Сама кора надпочечников морфофункционально состоит из трёх слоёв:
- Клубочковая зона
- Пучковая зона
- Сетчатая зона

Корковое вещество надпочечников имеет парасимпатическую иннервацию. Тела первых нейронов находятся в заднем ядре блуждающего нерва. Преганглионарные волокна локализуются в блуждающем нерве, в переднем и заднем стволе блуждающего нерва, печеночных ветвях, чревных ветвях. Они следуют в парасимпатические узлы и во внутренностное сплетение. Постганглионарные волокна: печеночное, селезеночное, поджелудочное железы, подсерозное, подслизистое и подмышечное сплетения желудка, тонкой и толстой кишок и других внутренностных органов трубчатого строения.

### Клубочковая зона
В клубочковой зоне образуются гормоны, называемые минералокортикоидами. К ним относятся:
- Альдостерон
- Кортикостерон — малоактивный глюкокортикоид, обладающий также некоторой минералкортикоидной активностью
- Дезоксикортикостерон — малоактивный минералокортикоид

Минералкортикоиды повышают реабсорбцию Na+ и выделение K+ в почках.

### Пучковая зона
В пучковой зоне образуются глюкокортикоиды, к которым относятся:
- Кортизол
- Кортизон

Глюкокортикоиды оказывают важное действие почти на все процессы обмена веществ. Они стимулируют образование глюкозы из жиров и аминокислот (глюконеогенез), угнетают воспалительные, иммунные и аллергические реакции, уменьшают разрастание соединительной ткани, а также повышают чувствительность органов чувств и возбудимость нервной системы.

### Сетчатая зона
В сетчатой зоне производятся половые гормоны (андрогены, являющиеся веществами — предшественниками эстрогенов). Данные половые гормоны играют роль несколько иную, чем гормоны, выделяемые половыми железами. Они активны до полового созревания и после созревания половых желёз; в том числе они влияют на развитие вторичных половых признаков.
Недостаток этих половых гормонов вызывает выпадение волос; избыток ведёт к вирилизации — появлению у человека черт, характерных для противоположного пола.

## Мозговое вещество надпочечника
В мозговом слое надпочечников образуется адреналин. Этот гормон усиливает и учащает сердечные сокращения, повышает кровяное давление, расширяет зрачки, регулирует углеводный обмен (усиливает превращение гликогена в глюкозу).
Клетки мозгового вещества надпочечников вырабатывают катехоламины — адреналин и норадреналин. Эти гормоны повышают артериальное давление, усиливают работу сердца, расширяют просветы бронхов, увеличивают уровень сахара в крови. В состоянии покоя они постоянно выделяют небольшие количества катехоламинов. Под влиянием стрессовой ситуации секреция адреналина и норадреналина клетками мозгового слоя надпочечников резко повышается.
Мозговое вещество надпочечников получает иннервацию от преганглионарных волокон симпатической нервной системы, что позволяет рассматривать его в качестве специализированного симпатического сплетения, с той разницей, что выделение нейромедиаторов осуществляется непосредственно в сосудистое русло минуя синапс.
Помимо адреналина и норадреналина клетки мозгового слоя вырабатывают пептиды, выполняющие регуляторную функцию в центральной нервной системе и желудочно-кишечном тракте. Среди этих веществ:
- Вещество Р
- Вазоактивный интестинальный пептид
- Соматостатин
- Бета-энкефалин

## Кровообращение

### Кровоснабжение

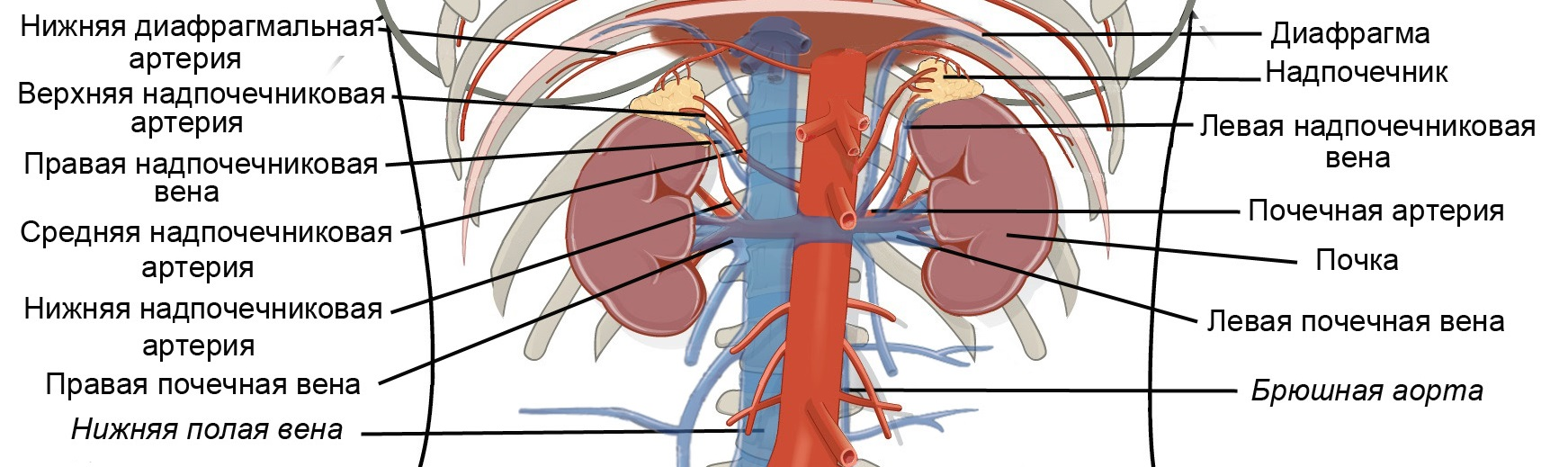
Почки и надпочечники. Кровоснабжение, кровоотток

Надпочечник кровоснабжают три надпочечниковые артерии: верхняя надпочечниковая артерия (лат. arteria suprarenalis superior) — ветвь нижней диафрагмальной артерии (лат. arteria phrenica inferior), средняя надпочечниковая артерия (лат. arteria suprarenalis media) — ветвь брюшной аорты, и нижняя надпочечниковая артерия (лат. arteria suprarenalis inferior) — ветвь почечной артерии (лат. arteria renalis).

### Венозный отток
Венозная кровь оттекает от надпочечников по надпочечниковым венам (лат. vena suprarenalis), выходящим из ворот надпочечника. Правая надпочечниковая вена впадает в нижнюю полую вену (лат. vena cava inferior), левая — в левую почечную вену (лат. vena renalis sinistra).

## Расстройства, связанные с надпочечниками
Корковое вещество:
- Болезнь Аддисона
- Синдром гиперкортицизма
- Врождённая гиперплазия коры надпочечников
- Аденокортиальный рак
- Синдром Конна

Мозговое вещество:
- Феохромоцитома